# Conair
Conair of Scandinavia var et af tre store privatejede danske flyselskaber i 1960'erne til 1990'erne.
Danmark var blandt de nordiske lande både først og størst med charterfly. Conair (A/S Consolidated Aircraft Corporation of Scandinavia) blev stiftet af Simon Spies og var en vigtig del af Spies-koncernen. De danske konkurrenter var Sterling Airways, Maersk Air og for en tid Internord og Transair med base på Bulltofta i Malmø. Det skandinaviske og statslige SAS dannede  charterselskabet Scanair.

## Historie
Conair blev oprettet i 1964 med det formål at udleje fly til andre luftfartsselskaber. Da Conairs eneste kunde, Flying Enterprise, der havde lejet to Douglas DC-7C-fly, gik konkurs i 1965, overtog Conair det konkursramte selskabs organisation, personale og værksteder. Hermed blev Conair of Scandinavia aktiv aktør i chartertrafikken. Selskabet kom i løbet af kort tid til at operere med fem DC-7C firemotorers propelfly med plads til 109 passagerer. 
I begyndelsen af 1970'erne opstod der et akut behov for moderne jetfly. Valget blev Boeing 720, en omkonstrueret mellemdistance version af Boeings første transatlantiske fly; Boeing 707, med plads til ca. 180 passagerer. Det var en firemotorers model, der havde flere fordele end langdistanceflyet Boeing 707 og de gamle propelfly. En rejse Kastrup–Mallorca tog nu kun 2½ time, mod 4½ time for DC-7. Da vingerne var kortere og flyet lettere end Boeing 707, var Boeing 720 i 1970 nok det bedste alternativ på Spies' rejsemål. Boeing 720 (er berømt for sin store tophøjde – op på 42.000 fod. Det gjorde Boeing 720 til et meget kvikt fly med en marchhastighed på ca. 520 knob (tilsvarende 967 km/t) eller machtal 0,9 over 40.000 fod). 
Enheden knob bruges om hastighed og fod om flyvehøjde. (1 knob = 1852 meter per time, 1 fod = 304,8 mm – og med for eksempel flight level 420 menes 42.000 fod over havet svarende til 12.800 meter.)
Overgangen fra propel til jet tog fra foråret 1970 til foråret 1971, og mange piloter fik i den periode mulighed for både at flyve DC-7 og Boeing 720; det ville ikke være muligt i dag. 
Et problem var de lange baner, som en fuldt optanket Boeing 720 behøvede. Og af den grund kunne Conair flyve Kastrup-Gambia på 7 timer, men på hjemvejen kunne man ikke tanke fuldt i Banjul på grund af den korte bane. Så det var nødvendigt med en mellemlanding på Gran Canaria. Hjemrejsen tog derfor omkring 8½ timer.
Den 13.september 1974 landede Conairs Boeing 720 OY-DSR meget hårdt i Kastrup (dog uden personskader) og flyet blev taget ud af brug for reparation, men året efter blev det alligevel skrottet..
I slutningen af 1970'erne skiftede Conair derfor tre af sine fire Boeing 720 ud med fem stk Boeing 720B. Et fly der kun adskilte sig fra Boeing 720 ved at have meget stærkere motorer – 4 x 80 kN mod 4 x 55 kN trykkraft.
Nu kunne Conair flyve til alle Spies' rejsemål uden problemer. En af de oprindelige Boeing 720 ("uden B") var dog fortsat i brug flere år. Men i midten af 1980'erne skrottedes dette fly, og flåden var nu atter nede på fem fly. Der brændte et fly i Kastrup hvorefter flåden var nede på 4 Boeing 720 B fly.
De var ofte udstationeret med et fly i Billund, et i Arlanda (Stockholm) og tre i Kastrup.
Det havde altid været Simon Spies' idé aldrig at købe helt nye og meget dyre fly, og den første bestyrelse efter Spies' død i 1984 fortsatte den, og i foråret 1987 blev det klart, at Conair agtede at købe tre store Airbus A300 fra Scanair. Lige før Conair skulle overtage sine nye Airbus i efteråret 1987 indtraf Conairs eneste ulykke, da en Boeing 720B fik næsehjulet brækket af under en helt normal landing i Salzburg (uheldet blev filmet af en amatørfotograf). Dog kom ingen noget til, men kun en måned senere skete det samme på Rom-Ciampino Lufthavn i Rom. Nu var flåden nede på tre fly, der alle var omkring 25 år gamle - dog opdaterede med computere, vejrradar og forbedrede ILS-instrumenter. I slutningen af året kom de tre mere moderne og meget større Airbus A300 til – et fly med kun to, men meget kraftige motorer og plads til knap 300 passagerer.
Men nu ville den ny Spies-ledelse med Janni Spies og hendes bror Leif Brodersen i toppen tænke nyt. Det blev hurtigt populært med længere charterrejser – specielt til Thailand, men også til Mexicos stillehavskyst. Og det blev besluttet at indkøbe syv helt nye og meget dyre Airbus A320. Et tomotorers "glass-cockpit" fly med computersystemer, der erstattede flyvemaskinisten i cockpittet.
Samtidigt begyndte Golfkrigen i 1991, og verden ramtes af den første store flykrise (Hvor fx verdens største privatejede flyveselskab Pan Am gik konkurs i løbet af en enkelt nat). Conair – der ikke havde haft held med at få frasolgt nogen af sine store Airbus A300, måtte derfor annullere købet af et af de bestilte Airbus A320. Og Spieskoncernen var på vej til at gå under økonomisk. Efter mange diskussioner blev Janni og hendes bror presset ud af bestyrelsen, og Conair fusionerede med Scanair under det nye navn Premiair.
Efter en faglig tvist blandt især kabinepersonalet fra Arlanda blev Premiair i princippet et helt dansk flyselskab og basen forblev på det luftfartsgeografisk bedre Kastrup. Dog begyndte man at flyve ud fra Malmø-Sturup og Göteborg-Landvetter (sammen med Arlanda) og for første gang kom også Norge med gennem Oslo – Gardermoen. I Danmark forblev flertallet af fly stationeret (ligesom hovedparten af personalet). Dog havde Conair "i forvejen" ganske mange svenske statsborgere ansat i Kastrup, men den del af personalet regnedes til Kastrup (Sturup hørte personalemæssigt til Kastrup).
Da lavprisselskaber (fx Ryanair) kom, tilpassede Premiair sig rimeligt godt, især i forhold til fx SAS. Premiair-navnet varede kort; det fik nu navnet My Travel
Den 8. maj 2008 startede en ny æra i det gamle Spiesselskab, da hele firmaet blev solgt og fik sit nye navn Thomas Cook Airlines Scandinavia. Trafikkontoret forblev i Kastrup. Både i 2008 og 2009 var der store julefrokoster på Kastrup Hilton, hvor også alle de gamle Conair-veteraner blev inviteret med.
I 2019 gik moderselskabet Thomas Cook i UK konkurs og også det nordiske selskab Thomas Cook Airlines Scandinavia måtte straks indstille flyvningerne. Da det nordiske selskab var en sund forretning, besluttede man at overføre leasingaftalerne til det nordiske selskab. Efter få dage kunne flyene igen gå på vingerne. Senere købte den norske rigmand, Petter Stordalen, både Spies Rejser og Thomas Cook Airlines Scandinavia. Flyselskabet blev herefter omdøbt til SunClass Airlines og flyene blev malet om.

## Flyflåde
- 1965-1971,  Douglas DC-7C, i alt 5 stk.
- 1971-1979, Boeing 720-025, i alt 5 stk.
- 1979-1987, Boeing 720-051B, i alt 5 stk.
- 1987-1991, Airbus A300, i alt 3 stk.
- 1991-1993, Airbus A320, i alt 6 stk., der overgik til Premiair.

## Eksterne links
- Wikimedia Commons har flere filer relateret til Conair

Hjemmeside om Conair